# Augustinerkloster Nürnberg

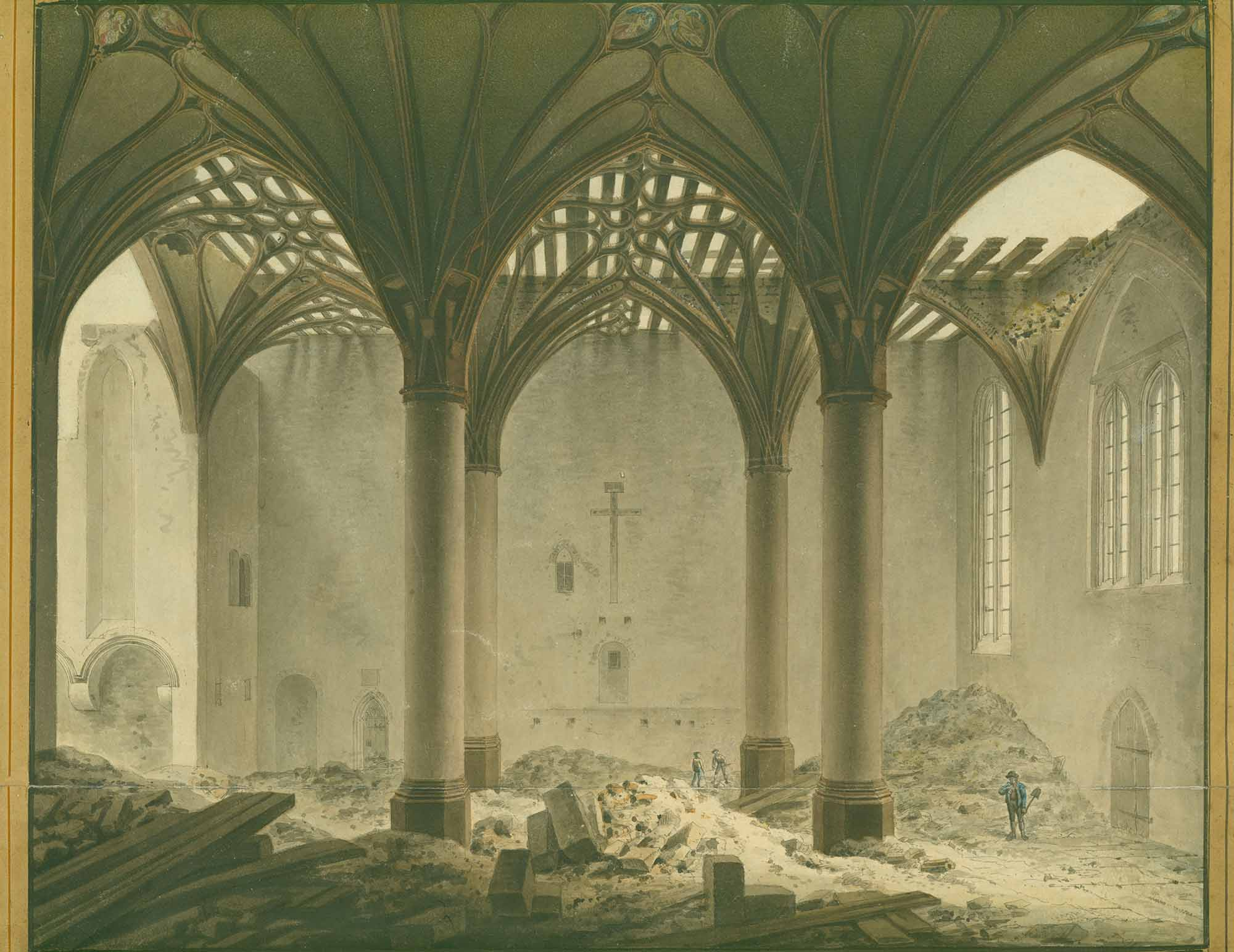
Abbruch von St. Vitus Georg Christoph Wilder

Das Nürnberger Augustinerkloster war ein Kloster der Augustiner (auch: Augustinereremiten) in der Bayerischen Diözese Bamberg. Das Augustinerkloster gilt als Keimzelle der Reformation in Nürnberg.

## Geschichte

### Augustinerkloster

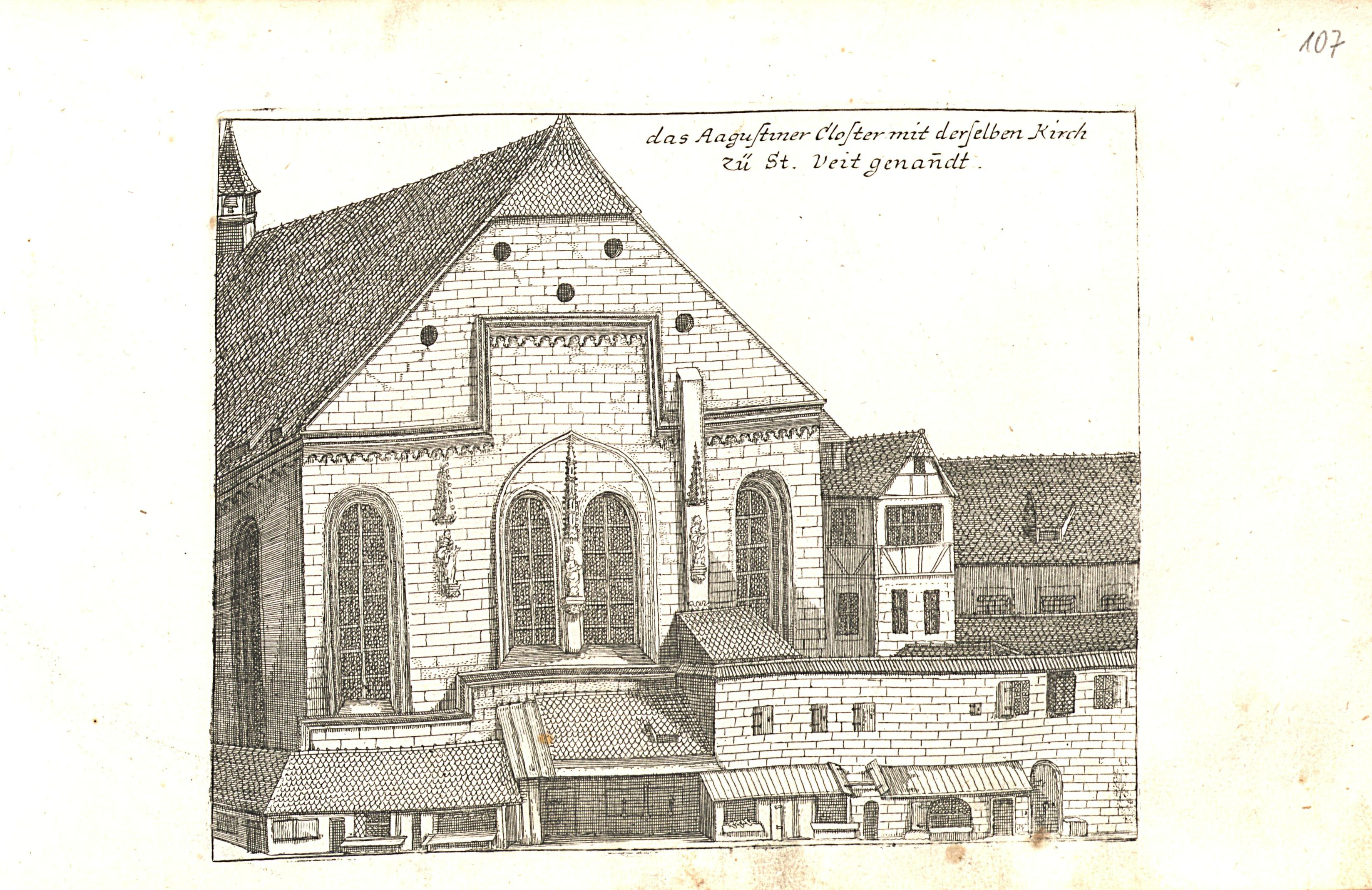
Johann Alexander Böner: Augustiner Kloster mit St. Veit

Das Kloster der Augustiner wurde erstmals um 1265 urkundlich erwähnt. Ursprünglich auf dem Geiersberg vor dem Neutor errichtet, wurde es bereits einige Jahre später, nach einem Brand, in die Stadt verlegt und zwischen Schustergasse / südliche Augustinerstraße und Karlstraße / Winklerstraße in der Nähe des Weinmarktes neu errichtet. Ob sich das Gesamtareal des Klosters bis zur Pegnitz erstreckte ist nicht nachweisbar.
Um 1420 wurde das Augustinerkloster zum Ausgangspunkt der Observanzbewegung und gelangte dadurch zu größerer Bedeutung. Da die strenge Regelbefolgung auch in Nürnberg nicht unumstritten war, konnte sie nur mit Hilfe des Inneren Rates durchgesetzt werden. Mit dem Amtsantritt des Priors Simon Lindner von Leiseneck konnte sie gesichert werden.
Seit 1479 betrieb das Kloster eine eigene Druckerei. Der Prior Johann Mantel, gehörte zu den Gründungsprofessoren der Universität Wittenberg. Anfang des 16. Jahrhunderts wurde das Augustinerkloster, in dem unter anderem Regiomontanus, Hartmann Schedel, Willibald Pirckheimer und Christoph Scheurl verkehrten, ein Zentrum des in Nürnberg aufblühenden Humanismus. Um Johann von Staupitz, der sich als Generalvikar der Augustinerobservanten mehrfach für längere Zeit im Kloster aufhielt, bildete sich ein Zirkel der auch Angehörige des Patriziats anzog (Sodalitas Staupitziana).

### Reformation
Wenzeslaus Linck machte diesen Kreis, in dem theologische Grundfragen diskutiert wurden, mit den Thesen Martin Luthers bekannt. Luther, selbst ein Augustinermönch, machte nach seinem Augsburger Verhör durch Kardinal Cajetan (1518) im Nürnberger Augustinerkloster Station.
Der Reformator Andreas Osiander kam 1520 als Hebräischlehrer an das Kloster. Er wurde das geistige Oberhaupt der Reformationsbewegung in Nürnberg.
Unter dem Prior Wolfgang Volprecht, der am 13. August 1524 als erster dem Rat die Übergabe des Klosters gegen Versorgung anbot, nahm vom Konvent der Augustiner die Reformation in Nürnberg ihren Ausgang. Die Augustiner wurden Multiplikatoren der Lehre Luthers.
Die wegen der Auflösung des Klosters leerstehenden Gebäude wurden nach der Reformation vom Stadt- und Landalmosenamt genutzt. Später, nach unterschiedlichen Nutzungen, standen die Gebäude leer und verfielen langsam, bis sie 1872 abgebrochen wurden. Die von Johann Neudörffer genannten Fresken im Kreuzgang wurden dabei zerstört.

### Augustinerkirche St. Veit

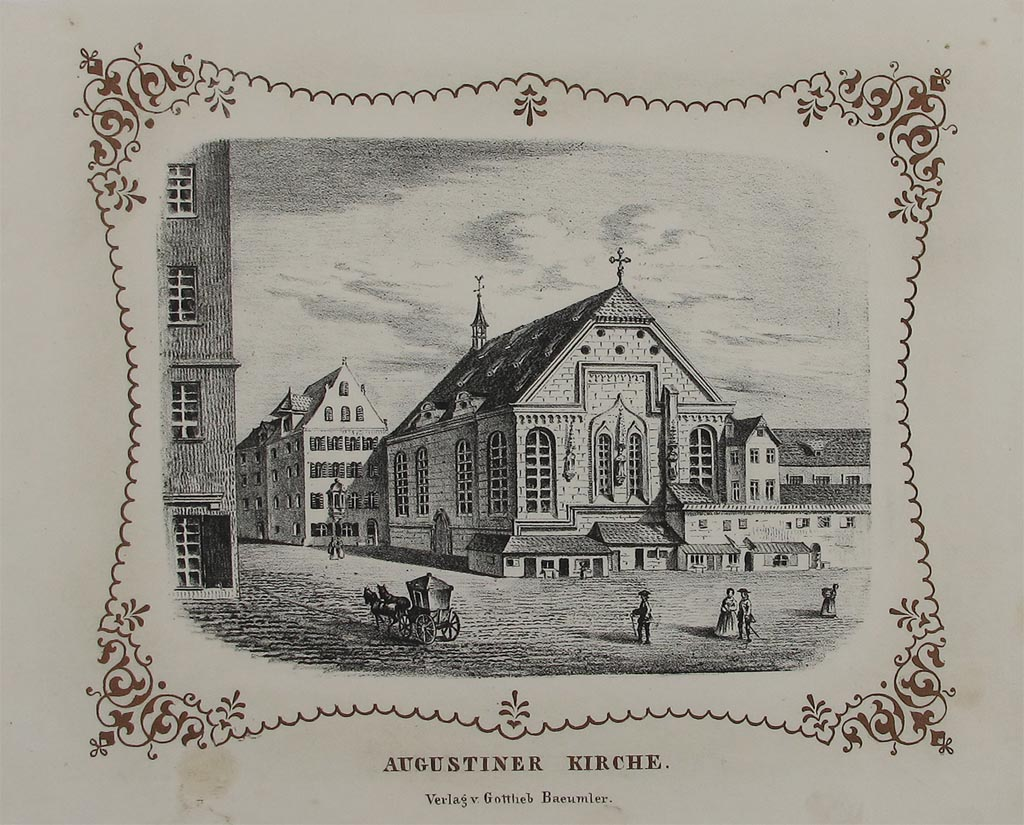
Augustinerkirche Nürnberg (Stich in der Serie „Alt-Nürnberg“ von 1846) mit Schusterläden

Der Kirchenbau des Augustinerklosters mit dem Patrozinium St. Veit wurde um 1275 fertiggestellt. Die Altarweihen sind in den Jahren 1278 und 1279 bezeugt. Um 1479 wurde das Langhaus niedergelegt und der Neubau in Form einer gotischen Hallenkirche von Baumeister Hans Beer, nach dem Entwurf des Meisters Heinrich Echser, errichtet. Ein Jahr nach der Fertigstellung fand 1486 die Weihe der Altäre und Kapellen statt.
Im Volksmund wurde die Augustinerkirche, wegen der an die Kirche angebauten Schusterläden, auch Schusterkirche genannt.
Nach der Reformation stillgelegt, wurde die Kirche erst 1614 wieder dem Gottesdienst geöffnet. Nach dem Übergang der Reichsstadt Nürnberg an das Königreich Bayern wurde die turmlose Kirche 1814/15 als Stall und Heumagazin genutzt und 1816 von den neuen Stadtoberhäuptern zum Abbruch verkauft. Viele Kulturgüter der Stadt wurden in dieser Zeit verkauft oder vernichtet um die Schulden der Stadt abzutragen (siehe auch: Franziskanerkloster Nürnberg).

#### Ehemalige Ausstattung der Klosterkirche

##### Altäre
Von der ehemaligen Ausstattung der Augustinerkirche sind bekannt und erhalten:
- Tucheraltar (1440/1450) (Frauenkirche)
- Peringsdörfer-Altar (1486) (Friedenskirche in St. Johannis)
- Veitsaltar (1) (Bartholomäuskirche in Wöhrd)
- Veitsaltar (2) (1487) (Germanisches Nationalmuseum)
- die Kreßsche Kapelle, Kreuzgang mit Leonhardskapelle und Dormitorium wurden im Germanischen Nationalmuseum wiederaufgebaut, wo sie nach schweren Kriegsschäden in den 1960er Jahren völlig beseitigt wurden.

##### Peringsdörfer-Epitaph
Das von Adam Kraft 1498 geschaffene Epitaph in Form eines Hochreliefs einer Schutzmantelmadonna war ursprünglich in der Augustinerkirche aufgestellt und kam nach deren Abbruch 1816 in die Frauenkirche. Es gilt als Steinbildwerk von außerordentlicher Qualität.

## Nutzung nach 1806

### Sparkasse / Schulen
Auf Initiativen des zweiten Bürgermeisters Johannes Scharrer wurden in den ehemaligen Klostergebäuden im Laufe der Jahre einige heute noch existierende Institutionen untergebracht:
- 1821 (-1862 im Kloster) – Eröffnung der ersten Sparkasse, die heutige Stadtsparkasse Nürnberg.
- 1823 (-1829 im Kloster) – Gründung der Polytechnischen Schule als erste technische Lehranstalt Bayerns, die heutige Georg-Simon-Ohm-Hochschule Nürnberg.
- 1834 (-1847 im Kloster) – Gründung der Städtischen Handelsgewerbeschule, das heutige Johannes-Scharrer-Gymnasium.

### Gerichtsgebäude
Nach dem Abbruch der Klostergebäude im Jahr 1872 wurde hier 1877 das Nürnberger Gerichtsgebäude errichtet, welches für sämtliche Instanzen jedoch bald zu klein war. Das Oberlandesgericht bezog 1901 den Neubau Weintraubengasse 1. Ab 1916 waren sämtliche Gerichte und Staatsanwaltschaften im auf dem Gelände des Zellengefängnisses neu erbauten Justizpalast in der Fürther Straße 110 untergebracht.

## Heutige Nutzung

### Klostergelände

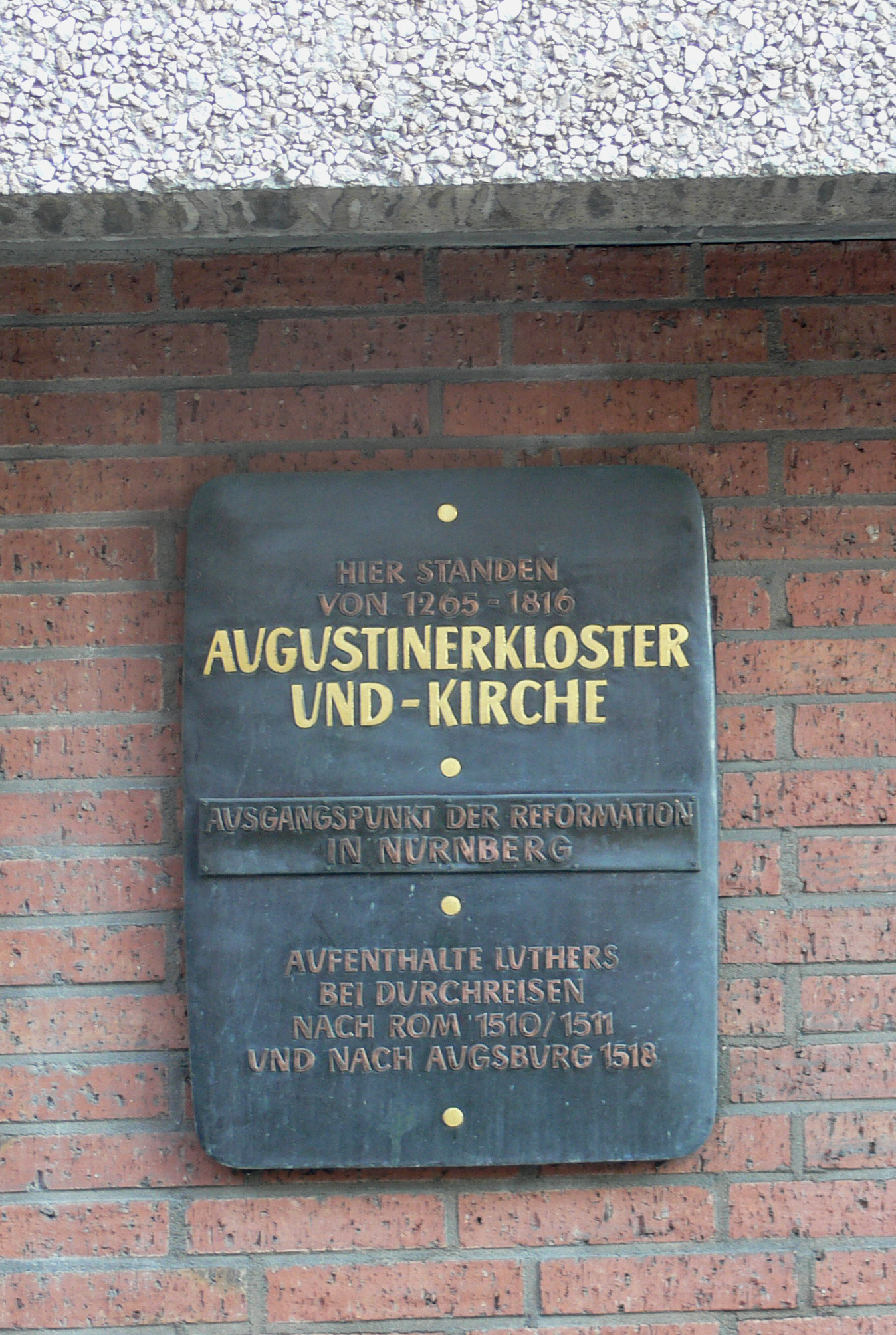
Erinnerungstafel an das Augustinerkloster am Parkhaus „Hauptmarkt“ in der Augustinerstraße

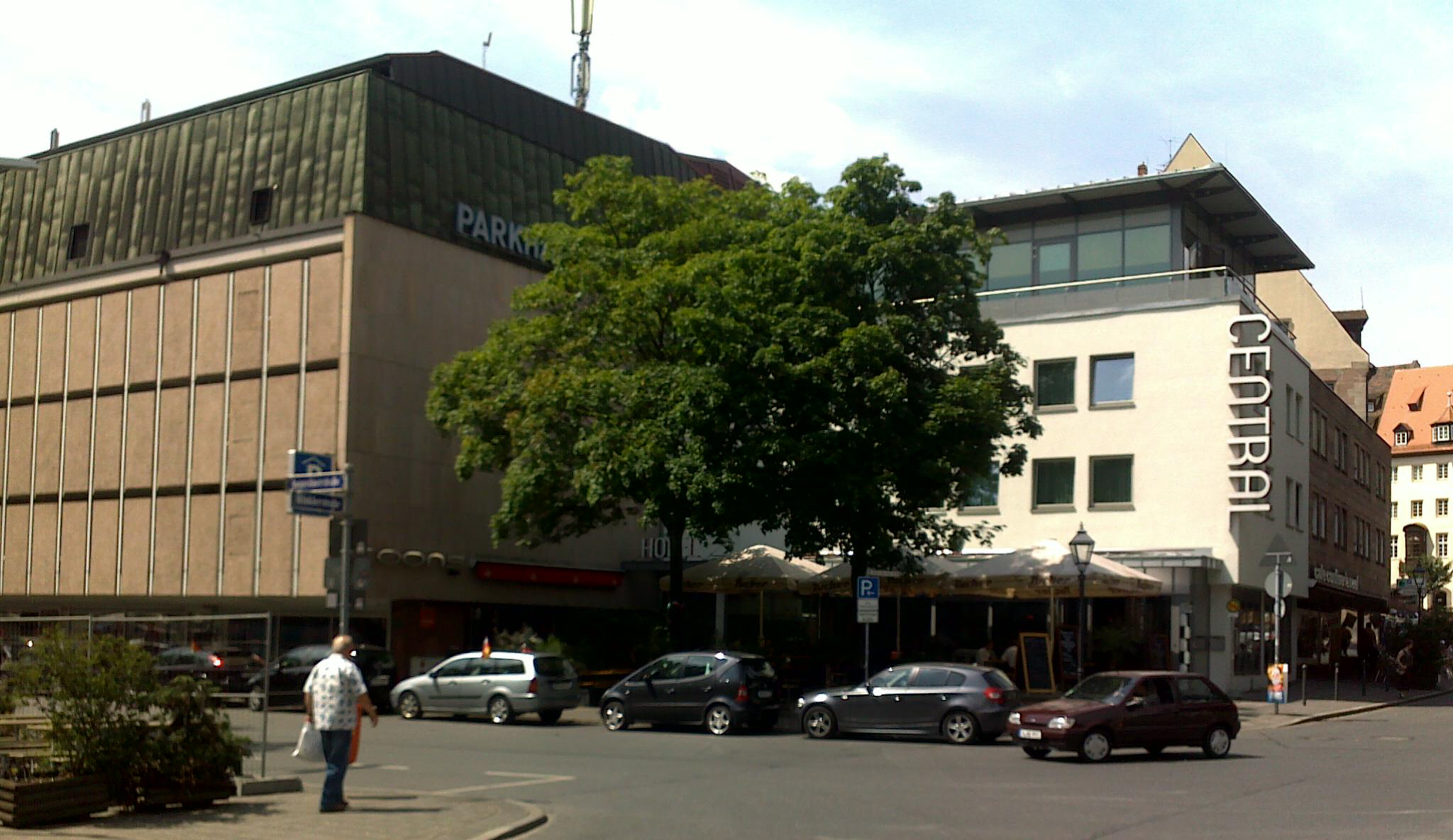
Parkhaus in der Augustinerstraße

Die Bebauung des Geländes wurde im Zweiten Weltkrieg zerstört. Heute befindet sich hier ein Parkhaus, das Cafe & Hotel Central und eine Feinkostbäckerei. Die Augustinerstraße wurde dem Autoverkehr entsprechend verbreitert.

### Gelände südlich des Klosters
Das Gelände südlich der Augustinerstraße bis zur Pegnitz besteht aus Wohngebäuden, Lokalen und dem sogenannten Augustinerhof.

#### Augustinerhof
Der Name Augustinerhof entstand Anfang der 90er Jahre als wohlklingender Projektname für das geplante Bauvorhaben des Investors Aboussaidy. Historische Zusammenhänge des Areals mit dem Augustinerkloster wurden bestenfalls vermutet, sich nicht nachweisbar.
Die verfallenden Gebäudeteile im Zentrum des Augustinerhofes waren die Überreste des Druckerei-Verlages von Franz Willmy (1856–1922), der hier die Nordbayerische Volkszeitung drucken ließ. Sein Sohn, Max Willmy gab das 8-Uhr-Blatt (später: Abendzeitung), den Kicker, die Fränkische Tageszeitung (später: Fränkischer Kurier) und während des Nationalsozialismus den Stürmer heraus. Um 1973 wurde das Gelände zu klein, die Druckerei zog um und die Betriebsgebäude wurden aufgegeben.
Da der Augustinerhof schon seit Jahrzehnten verfiel und das geplante Konzept des Bauunternehmers Mohammad Abousaidy und dem in Nürnberg geborenen Chicagoer Stararchitekten Helmut Jahn für diesen sensiblen Standort ungenügend war und von der Bevölkerung abgelehnt wurde, blieb er im Auge der Nürnberger Bürger der Schandfleck der Innenstadt.
2006 hat die Alpha Gruppe unter Gerd Schmelzer das 5000 Quadratmeter große Areal des Augustinerhofes erworben und ein neues Bebauungskonzept geplant. Die alten Gebäude sind mittlerweile abgerissen und die archäologischen Untersuchungen abgeschlossen. Derzeit wird der Augustinerhof als kostenpflichtiger Parkplatz genutzt.